# Monosaccharide
Monosaccharide (tên Việt hóa Monosaccarit, từ mono:đơn, sacchar: đường ở tiếng Hy Lạp) hay đường đơn là đơn vị cơ bản nhất của các carbohydrate quan trọng trong sinh học. Chúng là dạng đơn giản nhất của đường (thực phẩm) và cũng gồm các chất thuộc nhóm chất xơ.

## Tính chất
Thường không màu, tan trong dung môi nước, và là tinh thể chất rắn, không tan trong dung môi hữu cơ không phân cực, tan trong dung dịch ethanol 80%. Một vài monosaccharide có vị ngọt.Tính chất hóa học đặc trưng là tính khử.

## Các ví dụ
Glucose, (dextrose), fructose, (levulose), galactose, xylose và ribose.

## Cấu trúc và danh pháp
Ngoại trừ một số monosaccharide (như deoxyribose), phần lớn có công thức hoá học như sau:Cx(H2O)y, trong đó thường x ≥ 3. Monosaccharide được xếp loại bằng số x của số nguyên tử cacbon: diose (2), triose (3), tetrose (4), pentose (5), hexose (6), heptose (7),...
Monosaccharide quan trọng nhất, glucose, là hexose. Một vài heptose bao gồm ketose mannoheptulose và sedoheptulose. Monosaccharide có tám hoặc trên tám nguyên tử cacbon rất hiếm thấy vì chúng không bền.
Monosaccharide là đơn vị cấu tạo nên disaccharide (đường đôi) (như sucrose) và polisaccharide (như cellulose và tinh bột. Mỗi nguyên tử cacbon liên kết với nhóm hydroxide (ngoại trừ nguyên tử đầu và cuối) và theo cấu trúc hình chữ L (chirality), tạo nên những đồng phân cùng công thức hoá học. Như galactose và glucose đều là aldohexose, nhưng cả hai đều có tính chất hoá, lý khác nhau.

### Chuỗi mạch hở monosaccharide
Một monosaccharide đơn giản có một mạch hở không phân nhánh chứa nguyên tử cacbon liên kết với nhóm chức cacbonyl (C=O), và một nhóm hidroxyl (OH) ở mỗi nguyên tử cacbon còn lại. Do đó, công thức phân tử của monosaccharide đơn giản có thể viết là H(CHOH)n(C=O)(CHOH)mH, trong đó n+1+m = x; để công thức hoá học là CxH2xOx.
Theo quy ước, các nguyên tử cacbon được đánh số từ 1 tới x dọc theo chuỗi mạch chính bắt đầu từ đầu gần nhất với nhóm C=O.
Nếu nhóm cacbonyl ở vị trí 1 (nghĩa là n hay m bằng 0), thì phân tử sẽ bắt đầu với nhóm formyl H(C=O)-, nghĩa là chúng là andehit. Trong trường hợp đó, chúng được xếp loại là aldose., hoặc phân tử có nhóm xeton, một nhóm cacbonyl -C=O- giữa 2 nguyên tử cacbon, thì được xếp loại là ketose. Ketose trong đối tượng sinh học thường có nhóm cacbonyl ở vị trí số 2.
Các sự phân loại trên có thể kết hợp, tạo ra tên như " aldohexose" hay "ketotriose".
Tổng kết lại, danh pháp cho monosaccharide bao gồm là tiền tố Hy Lạp để xác định số nguyên tử cacbon (tri-,tetr-, pent-, hex-,...), hậu tố '-ose' cho aldose và '-ulose' cho ketose. Trong những trường hợp sau, nếu nếu nhóm cacbonyl không phải ở vị trí số 2, thì vị trí của chúng sẽ được xác định bằng chữ số trung tố, ví dụ như H(C=O)(CHOH)4H là pentose, H(CHOH)(C=O)(CHOH)3H là pentulose, và H(CHOH)2(C=O)(CHOH)2H là pent-3-ulose.

## Chuỗi mạch hở đồng phân lập thể
Hai monosaccharide có công thức phân tử tương đương nhau (giống về độ dài chuỗi, vị trí nhóm cacbonyl) vẫn có thể là hai đồng phân lập thể riêng biệt, nghĩa là phân tử phân bố khác nhau trong không gian ba chiều về liên kết của một số nguyên tử. Điều này chỉ xảy ra khi có nguyên tử bất đối xứng, cụ thể như cacbon đối xứng bàn tay (liên kết với bốn tiểu cấu trúc phân tử riêng biệt). Bốn liên kết này sẽ có hai cấu hình bất kì khác nhau theo kiểu bàn tay (như đối xứng giữa bàn tay trái với bàn tay phải). Trong một monosaccharide đơn giản có mạch hở, không phân nhánh thì tất cả nguyên tử cacbon đều đối xứng bàn tay, ngoại trừ nguyên tử đầu tiên và cuối cùng của chuỗi, và đối với ketose thì là nguyên tử cacbon liên kết với nhóm xeton.
Ví dụ như triketose H(CHOH)(C=O)(CHOH)H (glixerol, dihidroxiaxeton) không có nguyên tử bất đối xứng, vì thế chỉ có một đồng phân lập thể là chính nó. Một triose khác, aldose H(C=O)(CHOH)2H (glyceraldehyde), có một nguyên tử cacbon đối xứng bàn tay là cacbon chính giữa, vị trí số 2, liên kết với nhóm –H, -OH, -C(OH)H2, và –(C=O)H. Vì thế, chúng có hai đồng phân lập thể là hình ảnh qua gương của nhau (đối xứng bàn tay). Monosaccharide có bốn nguyên tử cacbon trở lên có thể chứa nhiều nguyên tử cacbon đối xứng bàn tay, vì vậy, chúng thường có nhiều hơn hai đồng phân lập thể. Số lương đồng phân lập thể có chung công thức phân tử được tính bằng công thức 2"c", trong đó c là số nguyên tử cacbon đối xứng bàn tay.
Một cách hệ thống hóa để biểu diễn công thức cấu tạo của một monosaccharide đơn giản (mạch hở, không phân nhánh) sao cho nhìn rõ sự đối xứng bàn tay của chúng là dùng hình chiếu Fischer. Mỗi đồng phân lập thể của một monosaccharide đơn giản có thể xác định bằng vị trí (bên phải hay bên trái) trong hình chiếu Fischer của nhóm hydroxyl đối xứng bàn tay (nhóm hydroxyl liên kết với cacbon đối xứng).
Hầu hết các đồng phân bản thân đã đối xứng bàn tay (khác với hình ảnh phản chiếu của chúng). Trong hình chiếu Fischer, hai hình ảnh phản chiếu qua gương của các đồng phân khác nhau ở vị trí của nhóm hydroxyl ngược từ trái sang phải. Đồng phân đối xứng thường không khác nhau mấy về tính chất hóa học trong môi trường bất đối xứng, tuy nhiên lại có những tính chất hóa sinh khác nhau cũng như sự xuất hiện trong tự nhiên.
Hầu hết đồng phân lập thể đều là hình phản chiếu qua gương, tuy nhiên vẫn có những đồng phân lập thể cấu trúc trung tâm bất đối xứng nhưng lại là hình phản chiếu qua gương của nhau. Điều này xảy ra khi sơ đồ phân tử đối xứng, ví dụ như 3-ketopentoses H(CHOH)2(CO)(CHOH)2H, và hai nửa là hình ảnh phản chiếu của nhau. Trong trường hợp đó, phản chiếu qua gương chỉ đơn giản là quay phân tử lại nửa vòng. Vì thế, chỉ có ba đồng phân lập thể khác nhau của 3-ketopentoses, dù phân tử chỉ có hai nguyên tử cacbon đối xứng.
Đồng phân lập thể không phải là hình phản chiếu thường có những tính chất hóa học khác nhau, ngay cả trong môi trường bất đối xứng. Vì vậy, mỗi cặp phản chiếu và mỗi đồng phân bất đối xứng một tên. Ví dụ như aldohexose có 16 đồng phân lập thể khác nhau, nhưng tên "glucose" sẽ chỉ đích danh từng cặp đồng phân lập thể phản chiếu. Trong hình chiếu Fischer, một trong hai đồng phân của glucose có nhóm hydroxyl bên trái ở C3, bên phải ở C4, C5, trong khi đó sẽ có một đồng phân khác có cấu trúc ngược lại. Những tên monosaccharide như thế này thường là ba chữ cái viết tắt như ‘Glu’ cho glucose, và ‘Thr’ cho therose.
Tổng quát, một monosaccharide có n nguyên tử cacbon bất đối xứng có 2n đồng phân lập thể. Số đồng phân lập thể mạch hở, không phân nhánh của monosaccharide aldose sẽ nhiều hơn một so với một monosaccharide ketose cùng chiều dài. Mỗi ketose sẽ có 2(n-3) đồng phân lập thể, trong đó > 2 là số nguyên tử cacbon. Mỗi aldose sẽ có 2(n-2) đồng phân lập thể, trong đó > 2 là số nguyên tử cacbon.